# Oligolactoria bubiki
Az Oligolactoria bubiki a csontos halak (Osteichthyes) főosztályának a sugarasúszójú halak (Actinopterygii) osztályához, ezen belül a gömbhalalakúak (Tetraodontiformes) rendjéhez és a bőröndhalfélék (Ostraciidae) családjához tartozó fosszilis halfaj.
Nemének eddig egyetlen felfedezett faja.

## Előfordulása
Az Oligolactoria bubiki, a kora oligocén korszakban élt, a mai Csehországhoz tartozó Morvaország területén.

## Megjelenése
Ez a fosszilis halfaj, nagyon hasonlíthatott a ma is élő Lactoria-fajokra.

### Fordítás
Ez a szócikk részben vagy egészben  az   Oligolactoria című angol Wikipédia-szócikk fordításán alapul.  Az eredeti cikk szerkesztőit annak laptörténete sorolja fel. Ez a jelzés csupán a megfogalmazás eredetét és a szerzői jogokat jelzi, nem szolgál a cikkben szereplő információk forrásmegjelöléseként.